# Дієгу Родрігіш
Діє́гу Енрі́ке Оліве́йра Родрі́гіш (порт. Diego Henrique Oliveira Rodrigues; нар. 24 травня 2005) — португальський футболіст, півзахисник клубу «Брага».

## Клубна кар'єра
Вихованець клубів «Тайпаш» і «Віторія» (Гімарайнш), а 2020 року приєднався до академії «Браги». 2 червня 2023 року підписав з клубом свій перший професіональний контракт, що розрахований до літа 2027 року.
7 серпня 2023 року дебютував за резервну команду клубу в матчі Терсейра-ліги проти «Варзіна». 31 серпня 2024 року в поєдинку проти «Лузітанії» забив свій перший гол у професіональній кар'єрі.
4 січня 2025 року дебютував в основному складі «Браги» в матчі Прімейра-ліги проти «Бенфіки», вийшовши на заміну Жан-Батісту Горбю. 7 серпня 2025 року в поєдинку кваліфікації Ліги Європи УЄФА проти румунського ЧФР дебютував у єврокубках.
17 серпня 2025 року в матчі Прімейра-ліги проти «Алверки» забив свій перший гол за «Брагу».

## Кар'єра в збірній
Народився у Португалії та має бельгійське походження. Виступав за збірні Португалії до 17, до 18, до 19 і до 20 років.

## Статистика виступів
Станом на 17 серпня 2025
| Клуб              | Сезон             | Чемпіонат         | Чемпіонат | Чемпіонат | Кубок | Кубок | Кубок ліги | Кубок ліги | Єврокубки | Єврокубки | Інші  | Інші | Всього | Всього |
| Клуб              | Сезон             | Дивізіон          | Матчі     | Голи      | Матчі | Голи  | Матчі      | Голи       | Матчі     | Голи      | Матчі | Голи | Матчі  | Голи   |
| ----------------- | ----------------- | ----------------- | --------- | --------- | ----- | ----- | ---------- | ---------- | --------- | --------- | ----- | ---- | ------ | ------ |
| Брага Б           | 2023–24           | Терсейра-ліга     | 7         | 0         | —     | —     | —          | —          | —         | —         | —     | —    | 7      | 0      |
| Брага Б           | 2024–25           | Терсейра-ліга     | 17        | 2         | —     | —     | —          | —          | —         | —         | —     | —    | 17     | 2      |
| Брага Б           | Всього            | Всього            | 24        | 2         | 0     | 0     | 0          | 0          | 0         | 0         | 0     | 0    | 24     | 2      |
| Брага             | 2024–25           | Прімейра-ліга     | 8         | 0         | 2     | 0     | 1          | 0          | 0         | 0         | 0     | 0    | 11     | 0      |
| Брага             | 2025–26           | Прімейра-ліга     | 2         | 1         | 0     | 0     | 0          | 0          | 2         | 0         | 0     | 0    | 4      | 1      |
| Брага             | Всього            | Всього            | 10        | 1         | 2     | 0     | 1          | 0          | 2         | 0         | 0     | 0    | 15     | 1      |
| Всього за кар'єру | Всього за кар'єру | Всього за кар'єру | 34        | 3         | 2     | 0     | 1          | 0          | 2         | 0         | 0     | 0    | 39     | 3      |

1. ↑  Матчі в Лізі Європи УЄФА